# Alberto Nagel

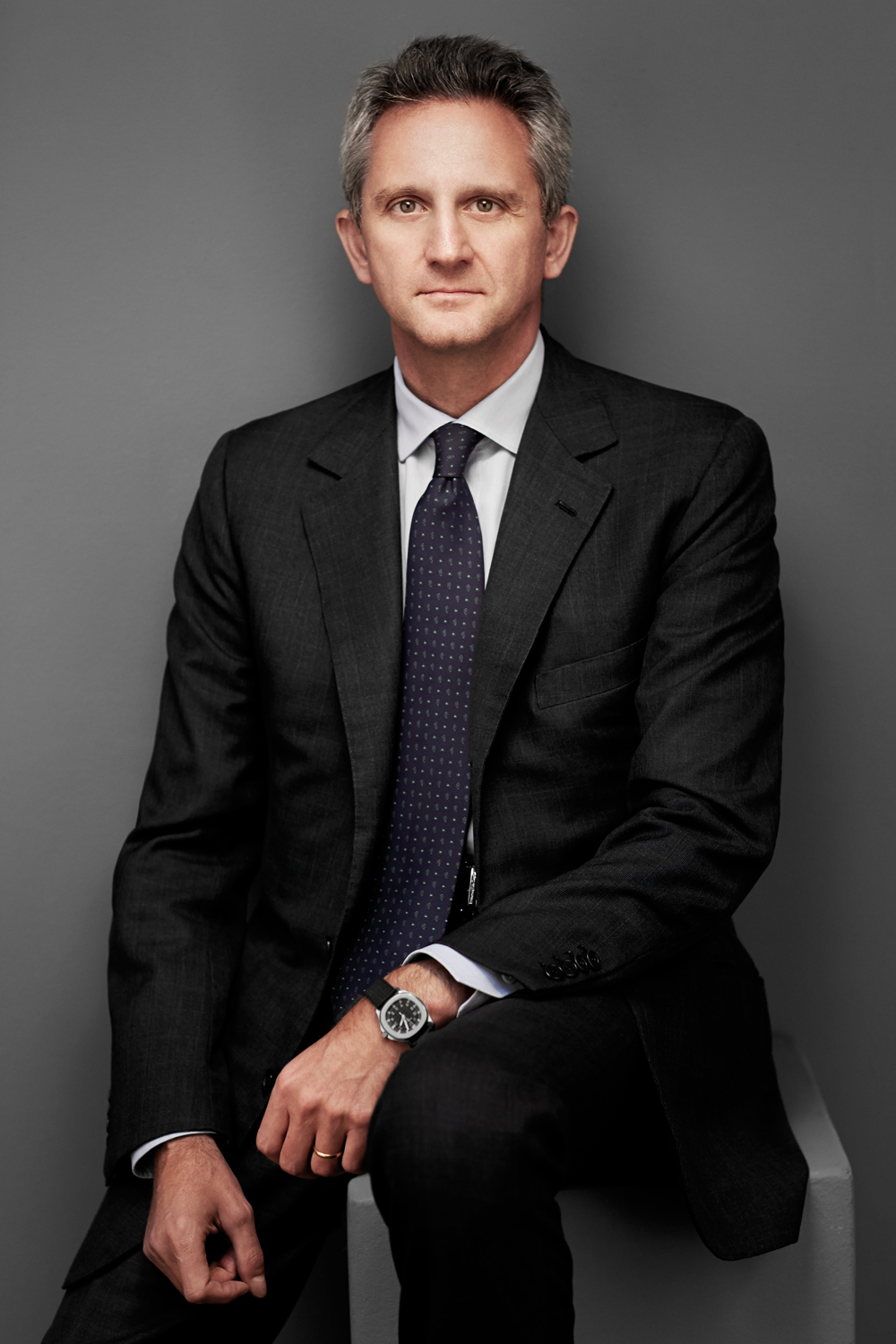
Alberto Nicola Nagel

Alberto Nicola Nagel (7. Juni 1965 in Mailand) ist ein italienischer Bankier und Manager, der CEO von Mediobanca ist.
Alberto Nagel hat sein gesamtes Berufsleben bei Mediobanca verbracht und im Laufe seiner Karriere zunehmend verantwortungsvollere Positionen übernommen. Nagel hat die Bank bei ihrem Eintritt in internationale Märkte geführt und eine tiefgreifende Transformation ihres Geschäftsmodells bewirkt. Heute konzentriert sich die Bank stark auf Dienstleistungen im Bereich Wealth Management, die sie in Synergie mit ihrer Abteilung für Corporate & Investment Banking anbietet. Angesichts der Veränderungen im globalen Bankensektor seit den 1990er Jahren hat sich Nagels Fokus darauf gerichtet, über das Modell der Holdinggesellschaft hinauszugehen, indem er die Diversifizierung und Spezialisierung der Gruppe erhöht, um die erste Private & Investment Bank in Italien zu schaffen – eine strategische Positionierung, die von den internationalen Finanzmärkten begeistert aufgenommen wurde.
Die Transformation von Mediobanca ist am deutlichsten in dem letzten Jahrzehnt unter der Führung von Alberto Nagel (2013–2023) hervorgetreten, in dem die Bank eine Gesamtrendite für die Aktionäre von 270 % erzielt hat. Dieses Ergebnis setzt sich zusammen aus einem ungefähren Anstieg des Aktienkurses um 160 % und 4 Milliarden Euro an Dividenden, die an die Aktionäre zurückgezahlt wurden, ohne dass Kapitalerhöhungen oder Ausgabe neuer Aktienrechte notwendig waren – anders als bei vielen anderen italienischen Banken während der Finanzkrisen.
Alberto Nagel wurde im Oktober 2023 von den Aktionären von Mediobanca auf der jährlichen hauptversammlung erneut zum CEO ernannt und ist nun der dienstälteste CEO einer Bank, die im FTSE MIB Index gelistet ist.

## Karriere bei Mediobanca
Alberto Nagel trat 1991 bei Mediobanca ein und hat seine gesamte berufliche Laufbahn in der Bank verbracht. Zunächst arbeitete er in der Finanzabteilung, bevor er in das Generalsekretariat wechselte, dessen Leiter er 1997 wurde. Als sich die Organisationsstruktur der Bank änderte, wurde er später Leiter der Abteilung für Investmentbanking.
Alberto Nagel wurde im April 1995 zum Beamten befördert, im Februar 1998 zum Zentralmanager, im April 2002 zum stellvertretenden Generaldirektor und im April 2003 zum Generaldirektor. Im Juli 2007 wurde Alberto Nagel zum Geschäftsführer ernannt. Im Oktober 2008 wurde er zum Chief Executive Officer ernannt, eine Position, die er bis heute innehat.

### Privatisierungen und M&A
In den 1990er-Jahren war er an einigen der größten M&A-Transaktionen beteiligt, die in Italien durchgeführt wurden, und nahm an den großen Privatisierungen teil, die Mediobanca betreute, einschließlich Enel (1999), BNL (Banco Nazionale del Lavoro, 1998) und Finmeccanica (2000).
In den Jahren 1994 und 1995 betreute er das Übernahmeangebot von Credito Romagnolo durch Credito Italiano. Im Jahr 1999 war er an dem Übernahmeangebot beteiligt, das Olivetti für Telecom Italia startete. Und in den Jahren 2000 und 2001 nahm er am Übernahmeangebot von Generali für INA teil. Nagel war auch einer der führenden Akteure in den Konsolidierungsprozessen zwischen den italienischen Genossenschaftsbanken, die in demselben Zeitraum stattfanden.

### Neue Gruppenstrategie
Es war ein Vorschlag von Alberto Nagel an seinen Vorgänger Vincenzo Maranghi, den er auch mit dem Gründer von Mediobanca, Enrico Cuccia, besprach, der zur Gründung der Banca Esperia aus einem Joint Venture mit Banca Mediolanum im Jahr 2001 führte. Ziel war es, den Unternehmern, die bereits Kunden der Bank waren, Unterstützung bei der Verwaltung des durch die M&A-Deals von Mediobanca im Investmentbanking generierten Vermögens zu bieten. Das Projekt erwies sich als entscheidend für die Transformation des Geschäftsmodells der Bank, einen Prozess, den Nagel als CEO selbst über einen Zeitraum von mehr als fünfzehn Jahren vorantrieb und dabei insbesondere die Wealth Management-Dienstleistungen managte, die sich durch die Synergien aus den Aktivitäten der Bank im Corporate & Investment Banking auszeichneten.
2004 stellte Alberto Nagel in seiner Funktion als General Manager den ersten Geschäftsplan von Mediobanca der Finanzgemeinschaft vor.
Am 21. Juni 2013 enthüllte er den strategischen Plan der Bank für 2014–16, mit dem Mediobanca den Veräußerungsprozess seiner langjährigen Eigenkapitalbeteiligungen beschleunigte und abschloss, wodurch Kapital für das Wachstum seiner Geschäftsaktivitäten und die internationale Expansion freigesetzt wurde. Der Plan erhielt breite Beachtung sowohl in den italienischen Medien als auch in den internationalen Medien, die ihn als Wendepunkt für den italienischen Kapitalismus beschrieben.

### Corporate & Investment Banking: Internationale Entwicklung
Alberto Nagel leitete die Expansion der Corporate & Investment Banking-Aktivitäten von Mediobanca auf internationalen Märkten (nicht-inländische Einnahmen machten 2023 40 % der Gesamteinnahmen der Gruppe aus und sollen bis 2026 55 % erreichen), was die Eröffnung von Niederlassungen in Paris (2004), Luxemburg (2005), Frankfurt, Madrid und New York (2007), London (2008) und Istanbul (2013) einschloss. Der CEO hat auch zwei internationale Akquisitionen im Bereich des Investmentbankings abgeschlossen, nämlich die französische Investmentboutique Messier Maris & Associés (2019) und Arma Partners mit Sitz in Großbritannien, ein international führendes Unternehmen im Bereich M&A-Beratungsdienste für den Sektor der digitalen Wirtschaft.

### Debüt im Wealth Management
Im Mai 2008 entwarf Alberto Nagel die Einrichtung von CheBanca!, einer Einzelhandelsbank, die zunächst ausschließlich über digitale Kanäle operierte, mit dem Ziel, die Finanzierungsquellen der Gruppe zu diversifizieren, indem sie innerhalb der ersten drei Jahre ihrer Tätigkeit 13 Milliarden Euro an Einlagen einbrachte. CheBanca! entwickelte sich allmählich zu einem Vermögensverwalter, der die von Nagel entworfene Strategie unterstützte, und das neue, multikanalige Dienstleistungsmodell wurde 2015 mit der Übernahme eines ausgewählten Bereichs der italienischen Einzelhandelsaktivitäten von Barclays konsolidiert.
2015 startete Nagel auch das Engagement von Mediobanca im Segment der alternativen Vermögensverwaltung mit dem Erwerb einer Mehrheitsbeteiligung am britischen Kreditvermögensverwalter Cairn Capital. Nach der Übernahme von Bybrook Capital im Jahr 2021 wurden die beiden Unternehmen zu Polus Capital zusammengefasst, das nun ein führender Akteur im Segment des alternativen Kredits ist. Diese beiden Akquisitionen im Bereich der Vermögensverwaltung wurden durch die Hinzufügung von RAM Active Investments im Jahr 2017, mit Sitz in der Schweiz, ergänzt, und die drei zusammen erwiesen sich als grundlegend für die Vollendung der Entwicklung von Mediobanca zu einem spezialisierten Finanzgruppenmodell, welches Nagels Ziel nach der zuvor durchgeführten Strategieänderung war.
2016 enthüllte Nagel den strategischen Plan der Gruppe bis 2019, einer der Hauptpfeiler war die Beschleunigung der Entwicklung der Wealth Management-Aktivitäten in Synergie mit der Corporate & Investment Banking Division. Dieses Ziel lieferte die Begründung für den Erwerb der vollständigen Kontrolle über Banca Esperia, was Nagel bei der Enthüllung des Plans ankündigte und die Basis für die Gründung von Mediobanca Private Banking bildete.  Diese Abteilung, deren Mission es ist, das Vermögen einiger der wohlhabendsten Unternehmerfamilien Italiens zu verwalten, hatte bis Ende des Geschäftsjahres 2022–23 ein Gesamtvermögen von 88 Milliarden Euro ausgewiesen, angetrieben insbesondere durch die führende Position, die sie im Segment der Privatmärkte durch Vereinbarungen und Co-Investment-Programme in Zusammenarbeit mit einigen der führenden globalen Investmentmanager, einschließlich BlackRock, Apollo und UBS, konsolidiert hat.

### Wachstum im Bereich Verbraucherfinanzierung
Alberto Nagel hat auch daran gearbeitet, die Consumer Finance-Division der Mediobanca-Gruppe, vertreten durch Compass, zu entwickeln, zunächst durch die Übernahme und Fusion von Linea in den Jahren 2007–2008. Seitdem hat sich der Fokus auf Investitionen in digitale Dienste und die Einführung internationaler Diversifizierung verlagert. Compass ist im Segment „Buy Now Pay Later“ aktiv, und seine Tätigkeiten in diesem Bereich haben sich durch zwei Übernahmen erweitert: die italienische Fintech-Firma Soisy (2022) und den in der Schweiz ansässigen Betreiber HeidiPay (2023), die nun vollständig integriert sind, was es Compass ermöglicht hat, auch in der Schweiz sowie in Italien als Anbieter von Verbraucherkrediten tätig zu sein.

### Strategieplan 2023–26: „One Brand-One Culture“
Am 24. Mai 2023 enthüllte Alberto Nagel den Strategieplan 2023–26 „One Brand-One Culture“, mit dem Mediobanca seine Transformation zum „führenden Vermögensverwalter“ abschließen will, indem es insbesondere auf das Modell der Privat- und Investmentbank setzt, in dem Investmentbankdienstleistungen in Verbindung mit Dienstleistungen zum Wachstum und zur Verwaltung des Kundenvermögens angeboten werden. Die Strategie des CEOs zielt darauf ab, Wachstum für die Bank zu generieren, das es ihr ermöglichen wird, über drei Jahre hinweg 3,7 Milliarden Euro an ihre Aktionäre zurückzugeben, was 45 % der Marktkapitalisierung von Mediobanca zum Zeitpunkt der Vorstellung des Plans entspricht, entsprechend einer Ausschüttungsquote von 70 %.
Eines der Hauptziele des von Alberto Nagel vorgestellten strategischen Plans ist es, Wachstum in den Bereichen digitale Innovation (durch eine Rekrutierungsoffensive, bei der die Anzahl der Mitarbeiter mit Technologiekompetenzen in drei Jahren um 15 % steigen soll, und das Joint Venture mit Founders Factory, das im Juli 2023 angekündigt wurde, um Fintech-Projekte zur Unterstützung des Technologieökosystems der Gruppe zu entwickeln) und ESG zu verfolgen, mit Zwischenzielen zur Erreichung der Klimaneutralität bis 2050 gemäß der Mitgliedschaft der Gruppe in der Net-Zero Banking Alliance, über 20 Millionen Euro sollen in Projekte mit sozialer Wirkung investiert werden, und ESG-Kriterien werden in die Bewertungs- und Vergütungspolitik für die gesamte Unternehmensbelegschaft und insbesondere für das höhere Management einbezogen.
Am 16. Januar 2024 stellte Alberto Nagel Mediobanca Premier der Presse vor. Mediobanca Premier ist eine auf Vermögensverwaltung und Investitionen für italienische Haushalte spezialisierte Bank, die der CEO als das „wichtigste Einzelprojekt“ im Strategieplan 2023–26 „One Brand-One Culture“ beschrieb. Während der Pressekonferenz sprach Nagel vom „enormen Potenzial“ des von Mediobanca Premier anvisierten Segments, was die Entscheidung förderte, Büros mit der Marke Mediobanca in den Hauptstädten Italiens zu fördern, eine historische Veränderung in der Entwicklung einer Marke, die als exklusiv gilt und für nahezu die gesamte Geschichte der Bank als unzugänglich angesehen wurde.

## Managementstil

### Öffentliches Bild
Durch seine Führung von Mediobanca und sein öffentliches Image gilt Alberto Nagel als einer der Hauptbewahrer der Managementkultur, die vom Gründer der Bank, Enrico Cuccia, eingeführt und von Cuccias Nachfolger Vincenzo Maranghi in Verbindung mit anderen langjährigen Mitarbeitern weitergegeben wurde. Entsprechend der Tradition der Bank wählt Nagel ein zurückhaltendes Profil, gibt keine Interviews und macht keine öffentlichen Aussagen außerhalb der offiziellen Anlässe, bei denen er sich mit Finanzanalysten und Journalisten austauscht. Bei solchen Gelegenheiten spricht Nagel hauptsächlich über Angelegenheiten, die Mediobancas Geschäft betreffen, und der Stil, den er annimmt, ist fokussiert und faktisch.

### Governance-Struktur
Trotz seines zurückhaltenden Stils hat Alberto Nagel entscheidende Änderungen in der Governance von Mediobanca vorgenommen und in den Jahren zwischen 2008 und 2011 maßgeblich in das Management der Beteiligungsgesellschaften der Gruppe eingegriffen. Infolgedessen kehrte Mediobanca vom dualistischen System zur traditionellen Governance zurück und sammelte insgesamt 3,3 Milliarden Euro aus dem Verkauf von Anteilen an anderen Unternehmen, was die Entwicklung der Bank vom Holding-Modell zu einem spezialisierten Finanzkonzern erleichterte.

### Rettung von Fondiaria-SAI
Mit demselben zurückhaltenden, pragmatischen Ansatz half Alberto Nagel, die Versicherungsgruppe Fondiaria-SAI zu retten, bei der es eine Beteiligung von über 1 Milliarde Euro gab, durch ihren Verkauf an Unipol im Jahr 2013, wodurch mögliche Auswirkungen auf die Stabilität von Mediobanca vermieden wurden. Nagel leitete das Geschäft, das in Zusammenarbeit mit anderen Investmentbanken abgeschlossen wurde. Er äußerte sich später dazu, indem er sagte, dass keines der führenden europäischen Versicherungsunternehmen „Interesse an der Gruppe als Ganzes“ geäußert hatte und erklärte, dass die gewählte Lösung für die Rettung des Unternehmens, basierend auf der Identifizierung eines „industriellen Partners“, „Solidität und Dauerhaftigkeit“ garantierte.

### Beziehungen zu Investoren
Eine der Besonderheiten von Alberto Nagels Managementstil umfasst seinen Fokus auf Investorenbeziehungen und Bemühungen, die Unabhängigkeit des Managements zu schützen. Nagel bezog sich auf sein Engagement mit Investoren in der einzigen Erklärung, die er abgab, als er 2023 wiedergewählt wurde. Nagels Wiederernennung, zusammen mit der des Vorstands im Oktober 2023, wurde hauptsächlich aufgrund seiner Beziehungen zu den Finanzmärkten erreicht, die durch die zunehmende Präsenz institutioneller Investoren unter den Aktionären der Bank in den mehr als fünfzehn Jahren, in denen Nagel die in Mailand ansässige Bank geleitet hat, gefestigt wurde. Solche Investitionen wurden durch die Schaffung von Wert sowohl durch Aktienkurssteigerungen als auch durch Dividenden gefördert und konsolidiert (was einem Gesamtaktionärsrendite von 270 % im Zeitraum 2013–23 entspricht).
Die Beziehung zu institutionellen Investoren und zu den größten Investmentfonds ist stabil, sowohl in Bezug auf die Eigentümerstruktur der Bank als auch wenn Mediobanca komplexe Corporate- & Investment-Banking-Geschäfte berät. Ein Beispiel dafür ist, als Blackstone, eines der größten Investmentmanagement-Unternehmen der Welt, Mediobanca 2022 beauftragte, die Familie Benetton bei der Übernahme von Atlantia zu beraten, wodurch die von Nagel geführte Bank zum Architekten der größten Börsenabmeldung der Welt wurde.
Der Vorstand von Mediobanca wurde von seinen Aktionären auf der Hauptversammlung am 28. Oktober 2023 wiedergewählt. Die vom scheidenden Vorstand vorgeschlagene Liste, auf der Alberto Nagel als Kandidat für die Position des CEO stand, erhielt 52,6 % der Stimmen, bestehend aus den Stimmen der institutionellen Investoren (hauptsächlich einige der führenden globalen Investmentmanager) sowie denen der Aktionäre, die Teil des Beratungsabkommens sind (welches die Anteile einiger der bekanntesten Unternehmer und familiengeführten Holdinggesellschaften im italienischen Industriepanorama zusammenführt). Bei dieser Gelegenheit unterstützten die Finanzmarktbetreiber Alberto Nagels Management stark und stimmten gegen die 30 % des Aktienkapitals, die von den Erben Leonardo Del Vecchios und von Francesco Gaetano Caltagirone gehalten wurden, Aktionäre, die sich in einem „Machtkampf“ mit Nagel befanden.

## Weitere Ämter
- Alberto Nagel war von 1996 bis 2004 gesetzlicher Prüfer bei Assicurazioni Generali, bevor er Direktor des Unternehmens wurde. Im Jahr 2010 wurde er zum stellvertretenden Vorsitzenden von Assicurazioni Generali ernannt, ein Amt, von dem er im April 2012 zurücktrat, nachdem durch die von der Regierung unter Mario Monti durchgeführten Änderungen der italienischen Gesetzgebung es für Direktoren unmöglich wurde, gleichzeitig Ämter in den Verwaltungsräten von Banken und Versicherungsgesellschaften zu bekleiden.[69]
- Er war von Juli 2000 bis April 2012 als Direktor bei Banca Esperia tätig.
- Zudem war er von 2007 bis 2012 Mitglied des Vorstands der italienischen Bankenvereinigung (Associazione Bancaria Italiana, oder „ABI“).

## Belege
1. ↑  Business model and divisions. Abgerufen am 10. Mai 2024 (englisch).
2. ↑  Mediobanca, pronti due miliardi per le acquisizioni. 28. Dezember 2018, abgerufen am 10. Mai 2024 (italienisch).
3. ↑  Giacomo Tognini: Inside Mediobanca, The Investment Bank Making Record Profits Taking Italy’s Biggest Brands Public. Abgerufen am 10. Mai 2024 (englisch).
4. ↑  Andrea Ballone: Mediobanca, la terza vita grazie ad Alberto Nagel. 4. April 2024, abgerufen am 10. Mai 2024 (italienisch).
5. ↑  Gabriella Bruschi: Mediobanca kündigt fantastische Dividenden für den Dreijahreszeitraum mit einem Vergütungswachstum von bis zu 3,7 Milliarden an. 24. Mai 2023, abgerufen am 10. Mai 2024.
6. ↑  MarketScreener: Mediobanca-Chef und seine Verbündeten behalten die Bank nach der Abstimmung der Aktionäre im Griff - MarketScreener. 28. Oktober 2023, abgerufen am 10. Mai 2024.
7. ↑  Alberto Nagel tra i top manager più longevi del FTSE MIB. 18. Dezember 2023, abgerufen am 10. Mai 2024 (italienisch).
8. ↑  Mediobanca, pronti due miliardi per le acquisizioni. 28. Dezember 2018, abgerufen am 10. Mai 2024 (italienisch).
9. ↑  Mediobanca da salotto a cassaforte dai clienti 81 miliardi di investimenti, auf la Repubblica, 16 Januar 2023.
10. ↑  MF Milano Finanza: Mediobanca, quanto può crescere il Wealth Management e il ritorno di capitale per gli azionisti nel 2024-2026. Il nuovo target price di Citi - MilanoFinanza News. 28. Februar 2024, abgerufen am 10. Mai 2024 (italienisch).
11. ↑  Gabriella Bruschi: Mediobanca kündigt fantastische Dividenden für den Dreijahreszeitraum mit einem Vergütungswachstum von bis zu 3,7 Milliarden an. 24. Mai 2023, abgerufen am 10. Mai 2024.
12. ↑  Redazione Agenzia Nova: Mediobanca, Sitzung zur Erneuerung des Verwaltungsrates endete: Unterstützung für Nagel über den Erwartungen. In: Agenzia Nova. 28. Oktober 2023, abgerufen am 10. Mai 2024.
13. ↑  Our history. Abgerufen am 10. Mai 2024 (englisch).
14. ↑  Miriam Di Carlo: Presidente la Repubblica o presidente della Repubblica? In: XXVII, 2023/4 (ottobre-dicembre). Nr. 27, 4. Dezember 2023, ISSN 2532-9006, doi:10.35948/2532-9006/2023.29120.
15. ↑  Fabrizio Massaro: Mediobanca punta a 1 miliardo di utili e diventa banca a tutto tondo. 17. November 2016, abgerufen am 10. Mai 2024 (italienisch).
16. ↑  Alberto Nagel tra i top manager più longevi del FTSE MIB. 18. Dezember 2023, abgerufen am 10. Mai 2024 (italienisch).
17. ↑  Sergio Bocconi: La svolta di Mediobanca più mercato meno holding. 18. Juni 2013, abgerufen am 10. Mai 2024 (italienisch).
18. ↑  Alberto Nagel. Abgerufen am 10. Mai 2024 (englisch).
19. ↑  Archivio Corriere della Sera. Abgerufen am 10. Mai 2024.
20. ↑  Privatizzazione Bnl: settecentomila in fila - Corriere della Sera
21. ↑  MF Milano Finanza: Maranghi vince per Finmeccanica - MilanoFinanza News. 18. Februar 2000, abgerufen am 10. Mai 2024 (italienisch).
22. ↑  Scalate e offerte pubbliche d'acquisto - Unitus.it (Memento des Originals vom 19. April 2014 im Internet Archive)  Info: Der Archivlink wurde automatisch eingesetzt und noch nicht geprüft. Bitte prüfe Original- und Archivlink gemäß Anleitung und entferne dann diesen Hinweis. Archiviert am 19. April 2014 im Internet Archive.
23. ↑  Alberto Nagel. Abgerufen am 10. Mai 2024 (englisch).
24. ↑  MarketScreener: Mediobanca schließt Übernahme von Arma Partners ab - MarketScreener. 4. Oktober 2023, abgerufen am 10. Mai 2024.
25. ↑  Fabrizio Massaro: Mediobanca punta a 1 miliardo di utili e diventa banca a tutto tondo. 17. November 2016, abgerufen am 10. Mai 2024 (italienisch).
26. ↑  Redazione FIRSTonline: Mediobanca kauft 66 % von Messier Maris & Associés. 11. April 2019, abgerufen am 10. Mai 2024.
27. ↑  MarketScreener: Mediobanca kauft Arma Partners, um das Beratungsangebot im Bereich Technologie zu erweitern - MarketScreener. 18. Mai 2023, abgerufen am 10. Mai 2024.
28. ↑  CheBanca!’s agile approach is allowing it to stay ahead of the competition. Abgerufen am 10. Mai 2024 (amerikanisches Englisch).
29. ↑  Mediobanca, ecco l’atteso piano. 13. September 2005, abgerufen am 10. Mai 2024 (italienisch).
30. ↑  Sergio Bocconi: La svolta di Mediobanca più mercato meno holding. 18. Juni 2013, abgerufen am 10. Mai 2024 (italienisch).
31. ↑  Sergio Bocconi: La svolta di Mediobanca più mercato meno holding. 18. Juni 2013, abgerufen am 10. Mai 2024 (italienisch).
32. ↑  Carlo Musilli: Mediobanca schließt Übernahme von Bybrook ab. 2. September 2021, abgerufen am 10. Mai 2024.
33. ↑  MarketScreener: Cairn von Mediobanca wird nach dem Bybrook-Deal in Polus Capital Management umbenannt - MarketScreener. 3. November 2022, abgerufen am 10. Mai 2024.
34. ↑  NULL. 27. November 2017, abgerufen am 10. Mai 2024 (englisch).
35. ↑  Andrea Ballone: Mediobanca, la terza vita grazie ad Alberto Nagel. 4. April 2024, abgerufen am 10. Mai 2024 (italienisch).
36. ↑  Finisce l'epoca del salotto buono di Piazzetta Cuccia. Abgerufen am 10. Mai 2024 (italienisch).
37. ↑  Mediobanca dice addio ai salotti buoni, svaluta quote Rcs e Telco per 400 milioni. 21. Juni 2013, abgerufen am 10. Mai 2024 (italienisch).
38. ↑  Mediobanca dice addio ai salotti buoni, svaluta quote Rcs e Telco per 400 milioni. 21. Juni 2013, abgerufen am 10. Mai 2024 (italienisch).
39. ↑  Giacomo Tognini: Inside Mediobanca, The Investment Bank Making Record Profits Taking Italy’s Biggest Brands Public. Abgerufen am 10. Mai 2024 (englisch).
40. ↑  Anika Sidhika: Mediobanca Private Banking expands its offering and its markets. In: Private Banker International. 30. Juni 2023, abgerufen am 10. Mai 2024 (amerikanisches Englisch).
41. ↑  Co-operation between the Private Banking and Corporate & Investment Banking divisions of Mediobanca has resulted in another deal: the acquisition of a prestigious property located in Via Turati in Milan by a group of private clients, organized in the form. Abgerufen am 10. Mai 2024 (englisch).
42. ↑  Linea S.p.A. and Equilon S.p.A. merged into Compass S.p.A. Abgerufen am 10. Mai 2024 (englisch).
43. ↑  Redazione FIRSTonline: Compass: erwirbt Soisy, steigt in die Hauptstadt von HeidiPay ein und stärkt sein Buy Now Pay Later. 13. Oktober 2022, abgerufen am 10. Mai 2024.
44. ↑  MarketScreener: Mediobanca, Compass erwirbt 100% von HeidiPay Schweiz - MarketScreener. 19. Juni 2023, abgerufen am 10. Mai 2024.
45. ↑  Mediobanca, Nagel: vogliamo diventare un Wealth Manager di primo piano. Abgerufen am 10. Mai 2024 (italienisch).
46. ↑  Wealth Management To Shine In Mediobanca's Future Strategy. Abgerufen am 10. Mai 2024.
47. ↑  MarketScreener: Mediobanca will mit Wealth Management die Rendite steigern - MarketScreener. 24. Mai 2023, abgerufen am 10. Mai 2024.
48. ↑  Digital agenda. Abgerufen am 10. Mai 2024 (englisch).
49. ↑  Flora Jannotti Testa: Mediobanca und Founders Factory gemeinsam für eine Venture-Studie und Investitionen in Fintech-Startups. 24. Juli 2023, abgerufen am 10. Mai 2024.
50. ↑  ESG targets in the plan. Abgerufen am 10. Mai 2024 (englisch).
51. ↑  Anika Sidhika: Mediobanca launches wealth management arm; Mediobanca Premier. In: Private Banker International. 16. Januar 2024, abgerufen am 10. Mai 2024 (amerikanisches Englisch).
52. ↑  Mediobanca launches new bank for household savings | ANSA.it. Abgerufen am 10. Mai 2024.
53. ↑  Digital agenda. Abgerufen am 10. Mai 2024 (englisch).
54. ↑  Bogdan Bultrini: Alberto Nagel, il CEO della trasformazione di Mediobanca. Il titolo azionario vale oro. 17. Dezember 2023, abgerufen am 10. Mai 2024 (italienisch).
55. ↑  Italy's Mediobanca tops forecasts with record H1 results. In: nasdaq. 10. Mai 2024, abgerufen am 10. Mai 2024.
56. ↑  MF Milano Finanza: Mediobanca, domani si dirà addio alla duale - MilanoFinanza News. 27. Oktober 2008, abgerufen am 10. Mai 2024 (italienisch).
57. ↑  Zitat als Quelle „Giovanni Pons, Il "metodo" di Nagel, il Richelieu di Mediobanca che ha spodestato Cesare (Seite nicht mehr abrufbar, festgestellt im Juli 2024. Suche in Webarchiven)  Info: Der Link wurde automatisch als defekt markiert. Bitte prüfe den Link gemäß Anleitung und entferne dann diesen Hinweis., auf La Repubblica - Affari & Finanza, 18. April 2011“.
58. ↑  Ugo Bertone: Absichtserklärung Fonsai-Unipol belohnt Mediobanca. 13. Januar 2012, abgerufen am 10. Mai 2024.
59. ↑  MF Milano Finanza: Nagel, nessun big europeo voleva FonSai - MilanoFinanza News. 23. Februar 2012, abgerufen am 10. Mai 2024 (italienisch).
60. ↑  Redazione FIRSTonline: Mediobanca, Nagel gewinnt das Treffen mit der entscheidenden Unterstützung internationaler Fonds. Rekordbeteiligung. 28. Oktober 2023, abgerufen am 10. Mai 2024.
61. ↑  Mediobanca CEO scores victory in power struggle with top investors. Abgerufen am 10. Mai 2024.
62. ↑  Gabriella Bruschi: Mediobanca kündigt fantastische Dividenden für den Dreijahreszeitraum mit einem Vergütungswachstum von bis zu 3,7 Milliarden an. 24. Mai 2023, abgerufen am 10. Mai 2024.
63. ↑  Andrea Muratore: Alberto Nagel, 2023 con vista riconferma in Mediobanca? In: True News. 2. Januar 2023, abgerufen am 10. Mai 2024 (italienisch).
64. ↑  n-tv NACHRICHTEN: Benetton-Familie mit Infrastruktur-Holding am Ziel. Abgerufen am 10. Mai 2024.
65. ↑  Redazione FIRSTonline: Mediobanca, Nagel gewinnt das Treffen mit der entscheidenden Unterstützung internationaler Fonds. Rekordbeteiligung. 28. Oktober 2023, abgerufen am 10. Mai 2024.
66. ↑  Gabriella Bruschi: Mediobanca: Veronesi mit Nagel, Cattaneo mit Delfin. Alle Namen, die in der Aktionärsstruktur der Bank zählen. 30. November 2023, abgerufen am 10. Mai 2024.
67. ↑  Italiens führende Banken trotzen der Krise: Im Kampf der Finanzplätze. 29. Oktober 2023, abgerufen am 10. Mai 2024.
68. ↑  Mediobanca CEO scores victory in power struggle with top investors. Abgerufen am 10. Mai 2024.
69. ↑  Galateri als Generali-Präsident bestätigt. 28. April 2012, abgerufen am 10. Mai 2024.

| Personendaten    | Personendaten                              |
| ---------------- | ------------------------------------------ |
| NAME             | Nagel, Alberto                             |
| ALTERNATIVNAMEN  | Nagel, Alberto Nicola (vollständiger Name) |
| KURZBESCHREIBUNG | italienischer Banker                       |
| GEBURTSDATUM     | 7. Juni 1965                               |
| GEBURTSORT       | Mailand                                    |